# メロディック・スーパー・ハード・キュア
『メロディック・スーパー・ハード・キュア』は、2015年8月26日に日本コロムビアから発売されたメロキュアのアルバムである。

## 概要
- 2005年7月発売のシングル『ホーム＆アウェイ』以来、およそ10年ぶりとなるメロキュア名義でのCDリリースとなるアルバムである。2004年3月リリースのアルバム前作『メロディック・ハード・キュア』が発売10周年であることから、2014年秋に日本コロムビアからメロキュアのメンバーの一人である日向めぐみへアルバム発売の打診があったが、出すならじっくり取り組みたいという日向の意向が反映され[1]、翌2015年に本作が発売されることとなった。
- メロキュアのリーダーである岡崎律子は2004年5月に死去しているが、その後もメロキュアとしての活動の休止や解散は公言されておらず[2]、そのため10年ぶりのリリースとなる本作の公式のプロモーションにおいても「復活」や「再始動」といった文言は一切使用されていない。メンバーにも変更はなく、岡崎律子と日向めぐみの二人のままである。
- 『メロディック・ハード・キュア』収録の全16曲、シングルのみに収録されていた前述の「ホーム＆アウェイ」、アルバム未収録のリアレンジ曲、メロキュアの延長線上で製作されて2005年にリリースされた日向めぐみ名義での楽曲を全て含んだ既発全20曲のリマスター音源に加え、メロキュアの楽曲の新録のリアレンジ・リミックス曲やボーカルパート入れ替え曲を計5曲、日向めぐみ名義での岡崎の提供曲の新録カバー2曲と新曲1曲を加えたディスク2枚組合計28曲で構成される。
- メロキュア楽曲の新録曲については、日向のパートがレコーディングし直されている他、今までCD音源化されていなかった岡崎のボーカルテイクが使用されている曲も存在する。
- 当初はCDのみでの発売予定だったが、本作発売前のインストアイベントやメディア取材の場でファンや関係者からハイレゾ化の要望が多く寄せられたことから急遽ハイレゾ音源版も制作され[3]、2015年10月に配信開始された。先行配信されていたe-onkyo musicでは、週間アルバム総合ダウンロードランキングで1位を獲得している[4]。

## 収録曲
DISC1全曲、ならびにDISC2の1～7曲目はメロキュア名義、DISC2の8～12曲目は日向めぐみ名義の楽曲。

### DISC1
1. Pop Step Jump!
作詞・作曲：岡崎律子、編曲：西脇辰弥
2. 1st Priority
作詞・作曲：日向めぐみ、編曲：関淳二郎
3. めぐり逢い
作詞・作曲：岡崎律子、編曲：西脇辰弥
4. 「虹を見た」
作詞・作曲：日向めぐみ、編曲：飯田高広
5. 木枯らしの舗道を 花の咲く春を
作詞・作曲：岡崎律子、編曲：大野宏明
6. 向日葵
作詞・作曲：日向めぐみ、編曲：関淳二郎
7. Agapē
作詞・作曲：岡崎律子、編曲：西脇辰弥
8. birthday girl
作詞・作曲：日向めぐみ、編曲：パパダイスケ
9. 愛しいかけら
作詞・作曲：岡崎律子、編曲：西脇辰弥
10. Sunday Sundae
作詞・作曲：岡崎律子、編曲：吉川慶
11. ふたりのせかい
作詞・作曲：日向めぐみ、編曲：髙見優
12. ALL IN ALL
作詞・作曲：岡崎律子、編曲：西脇辰弥
13. rainbow kind of feeling
作詞・作曲：日向めぐみ、編曲：関淳二郎
14. So far, so near
作詞・作曲：岡崎律子、編曲：西脇辰弥
15. しあわせ
作詞：日向めぐみ、作曲：岡崎律子、編曲：パパダイスケ
16. ホーム&アウェイ
作詞・作曲：日向めぐみ、編曲：水島康貴

### DISC2
1. 1st Priority [メロキュア meets 末光篤 a.k.a. SUEMITSU & THE SUEMITH]
作詞・作曲：日向めぐみ、編曲：末光篤
2. Agapē [メロキュア meets ミト & kz]
作詞・作曲：岡崎律子、リミックス：ミト feat.kz
3. ホーム&アウェイ [メロキュア meets 西脇辰弥 again]
作詞・作曲：日向めぐみ、編曲：西脇辰弥
4. ふたりのせかい [メロキュア meets 川口圭太]
作詞・作曲：日向めぐみ、編曲：川口圭太
5. Agapē [水の惑星 version] 
作詞・作曲：岡崎律子、編曲：西脇辰弥
6. So far, so near  [acoustic version]
作詞・作曲：岡崎律子、編曲：西脇辰弥
7. Agapē [switched edition]
作詞・作曲：岡崎律子、編曲：西脇辰弥
8. 笑顔の連鎖
作詞・作曲：岡崎律子、編曲：西脇辰弥
9. ボクのキモチ
作詞・作曲：岡崎律子、編曲：山本陽介
10. 夏の向こう側
作詞・作曲：日向めぐみ、編曲：亀山耕一郎
11. ちいさなうた
作詞・作曲：日向めぐみ、編曲：関淳二郎
12. my favoritz
作詞・作曲：日向めぐみ、編曲：川口圭太

## 楽曲解説
ホーム&アウェイ
メロキュアの4thシングルとなっている曲であり、アルバムへは初収録。もともと曲自体は2003年の「1st Priority」のリリース時期に作られていたが、主題歌となっていたアニメ『奥さまは魔法少女』の放送開始が遅れたため、シングルのリリースが岡崎の死後の2005年7月までずれ込んだ経緯がある。シングルとしてのリリース時には、日向のボーカルとオケは新たに取り直し、岡崎のコーラスは収録していたものをそのまま活かす形が取られた。
「みんなで歌えて、ライブでコール&レスポンスがしたかった」と日向は語っており、その言葉通り、曲中では掛け合いとなる「wow wow yeah! yeah!」というコーラスが入る箇所がある。当時の関係者は、先入観から岡崎が勇ましいコーラスを入れることに対して心配していたが、当の岡崎自身は率先して楽しんでいたとのことである。
1st Priority [メロキュア meets 末光篤 a.k.a. SUEMITSU & THE SUEMITH]
シンガーソングライターでありピアニストの末光篤によるリアレンジであり、疾走感溢れるピアノ・ロックに仕上がっている。演奏陣はピアノの末光の他、末光のソロプロジェクトのSUEMITSU & THE SUEMITHのオリジナルメンバーである柏倉隆史と鈴木俊介がそれぞれドラム、ギターで参加している。また、元々メロキュアのファンであり、客としてイベントに来ていたこともあったというUNISON SQUARE GARDENの田淵智也がベースとして参加している。
オリジナル版とはアレンジが異なるほか、岡崎と日向のパート分けも変更されており、オリジナル版ではパート分けの都合で未使用だった岡崎のボーカルトラックも使用されている。
Agapē [メロキュア meets ミト & kz]
日向と親交の深いクラムボンのベーシスト・ミトと音楽プロデューサー・kzによるリミックス版であり、原曲にはないエレクトロニックな要素も追加されている。ミトはオリジナル版と後述の[switched edition]の合計120もの岡崎と日向のボーカルトラックを全てミックスしており、オリジナル版のでこぼこした感じを出すため、腰負けしないようになるべく楽曲としてまとめないようにしたと語っている。
ホーム&アウェイ [メロキュア meets 西脇辰弥 again]
数多くのメロキュア楽曲や岡崎のソロ名義での楽曲の編曲を担当している西脇辰弥によりR&B風にリアレンジされている。
西脇はハーモニカ奏者としても本楽曲へ参加している。
ふたりのせかい [メロキュア meets 川口圭太]
2011年以降の日向のソロ楽曲のメインアレンジャーである川口圭太によるリアレンジ版であり、オリジナル版より歪んだギターでブギ色が強められている。
日向のライブでのサポートバンドメンバーを務めることが多いかどしゅんたろうがドラムで、男性2人組ボーカルユニットのREVALCYのTakeshiがコーラスアレンジでそれぞれ参加している。
So far, so near  [acoustic version]
2003年3月に発売されたアニメ『ストラトス・フォー』のキャラクターソングアルバムのみに収録されていたリアレンジ版である。
岡崎のボーカルと日向の英語ソロパート、アレンジャーの西脇によるピアノ演奏とハーモニカのみによる原曲よりも静かな構成となっている。
Agapē [switched edition]
オリジナルアレンジの「Agapē」で、岡崎と日向のパートをそれぞれ入れ替えたバージョンである。
本曲では元々レコーディングだけしてあってCD化がされていなかった岡崎のメインボーカルの音源に、今作のリリースに際して新たにレコーディングした日向のコーラスが追加されている。岡崎のボーカルは仮歌ではなく、正式にメイン用にレコーディングされた音源である。
笑顔の連鎖
岡崎が声優の堀江由衣へ提供した楽曲の日向めぐみ名義でのカバーである。もともと日向は堀江による原曲を気に入っており、2006年には自身のwebラジオ番組でカバーして歌っていたこともあったが、その数年後には日向も堀江に楽曲提供を行うこととなった縁で2人の親交が深くなった。今回も日向から相談を持ち掛けられた堀江と、原曲の発売元であるキングレコードの全面的な協力の下、原曲の岡崎のコーラスデータを使用したカバーとなっている。
編曲はメロキュア楽曲と馴染みが深い西脇辰弥が担当しており、「限りなく、ほぼメロキュア状態」の仕上がりとなっている。
ボクのキモチ
メロキュアも主題歌と劇中歌を担当しているアニメ『円盤皇女ワるきゅーレ 〜十二月の夜想曲〜』へ岡崎が提供したキャラクターソングの日向めぐみ名義でのカバーである。原曲は作中の登場キャラクター・コーラス役の桑島法子が歌っている。原曲の制作の際に岡崎が日向に仮歌の依頼をしていた縁もあり、今回カバーされることとなった。
日向のライブでのサポートバンドのギタリストでもある山本陽介が編曲を担当しており、コーラスアレンジにはTakeshiが参加している。
夏の向こう側
OVA『円盤皇女ワるきゅーレ 星霊節の花嫁』主題歌シングルに収録されて2005年6月に発売された曲である。『円盤皇女ワるきゅーレ』TVアニメシリーズの第一期と第二期の主題歌をメロキュアで担当してきた流れで、第三期シリーズとなるOVAでも日向が主題歌を担当することになった。
日向によると、「夏の午前中の白壁のキッチンの空気感」をイメージして書かれた曲であるとのことである。
ちいさなうた
OVA『ストラトス・フォー アドヴァンス』エンディングテーマであり、2005年7月発売の同作品のサウンドトラックのみに収録されていた楽曲である。
『ストラトス・フォー』シリーズのエンディングテーマになっていたメロキュアの「向日葵」「rainbow kind of feeling」の延長線上にある曲であり、前述の「夏の向こう側」も合わせて、メロキュアを意識したからこそ、他の名義ではなく日向めぐみ名義として歌っているとのことである。
my favoritz
日向めぐみ名義による、本作中で唯一の完全新曲である。本曲は本作の制作期間中に改めて感じた気持ちを詰め込んだミドルテンポの楽曲であり、最新の気持ちを歌詞に入れるため、レコーディングスタジオのその場で歌詞を書き直していったと日向は語っている。
編曲は川口圭太が担当し、コーラスアレンジにはTakeshiが参加している。